# Joe Jacobi
Joseph Bennet „Joe” Jacobi (ur. 26 września 1969 w Waszyngtonie) – amerykański kajakarz górski. Złoty medalista olimpijski z Barcelony.
Igrzyska w Barcelonie były jego olimpijskim debiutem (kajakarstwo górskie wróciło do programu po 20 latach), partnerował mu Scott Strausbaugh. Drugi raz wziął udział w igrzyskach dwanaście lat później.